# University Club Tower
L' University Club Tower est un gratte-ciel de logements de 136 mètres de hauteur (hauteur du toit) construit à Milwaukee dans le Wisconsin de 2004 à 2007
L'immeuble comprend 51 appartements et n'a pas de 13e étage.
Le bâtiment a été conçu par Peter Ellis de l'agence d'architecture SOM.
En 2024 c'est le quatrième plus haut gratte-ciel de Milwaukee et du Wisconsin et le plus haut immeuble résidentiel du Wisconsin